# Lecture du feu
La lecture du feu est l'analyse par les pompiers intervenant des signes précurseurs des phénomènes thermiques, qui se fait au cours de la reconnaissance mais aussi de l'intervention.
Dans les feux en volume clos ou semi-ouvert, ces signes sont principalement :
- la recherche des zones chaudes avec le dos de la main (protégé par un gant !), et notamment le fait de toucher une porte avant de l'ouvrir ;
- l'observation de la couleurs des flammes : jaunes si le feu est bien alimenté en dioxygène, orangées s'il est mal alimenté, rouges en cas de carence ; la fumée modifie la perception des couleurs (elle la décale vers le rouge), et peut même masquer le foyer ;
- la présence de suie sur les vitres, en général signe d'une combustion incomplète et donc d'une carence en comburant ;
- la fumée qui entre et sort de l'encadrement d'une porte, comme si le feu respirait, en général signe d'une carence en comburant ;
- l'arrosage du plafond avec une courte impulsion d'eau en jet diffusé pour tester la chaleur des fumées ;
  - si la température est modérée, l'eau retombe sous forme de gouttelettes avec un bruit de pluie ;
  - si la température est élevée, l'eau s'évapore avec un chuintement ;
- rouleaux de flammes (roll over) : la fumée au plafond se comporte comme des vagues, avec localement des « ballons » de feu au plafond ; c'est le signe d'un embrasement généralisé éclair imminent (dans les 30 secondes) qui implique une évacuation immédiate de la pièce.